# SD Octavio Vigo
Sociedad Deportiva Octavio Vigo este o echipă de handbal din Spania care evoluează în Liga ASOBAL.

## Lot 2009/10
| - 1 Javier Díaz - 2 Sergio Crevatín - 3 Gustavo Alonso - 4 Jesús Marcos - 5 Ljubomir Pavlović - 7 Pablo Cacheda - 8 Fernando Martínez - 9 Bojan Stefanović - 10 Ruben Montávez |  | - 11 Iván Infestas - 12 Yeray Lamariano - 13 Ángel Sedano - 14 Pablo Macías - 15 José Leitao - 17 Josep Masachs - 20 Valero Rivera - 21 Vyacheslav Kobin - 22 Novica Rudović |